# HMAS Australia (D84)
Pour les autres navires du même nom, voir HMAS Australia.
Le HMAS Australia (D84) était un croiseur Lourd de classe County de la Royal Australian Navy ayant servi durant la Seconde Guerre mondiale.

## Historique

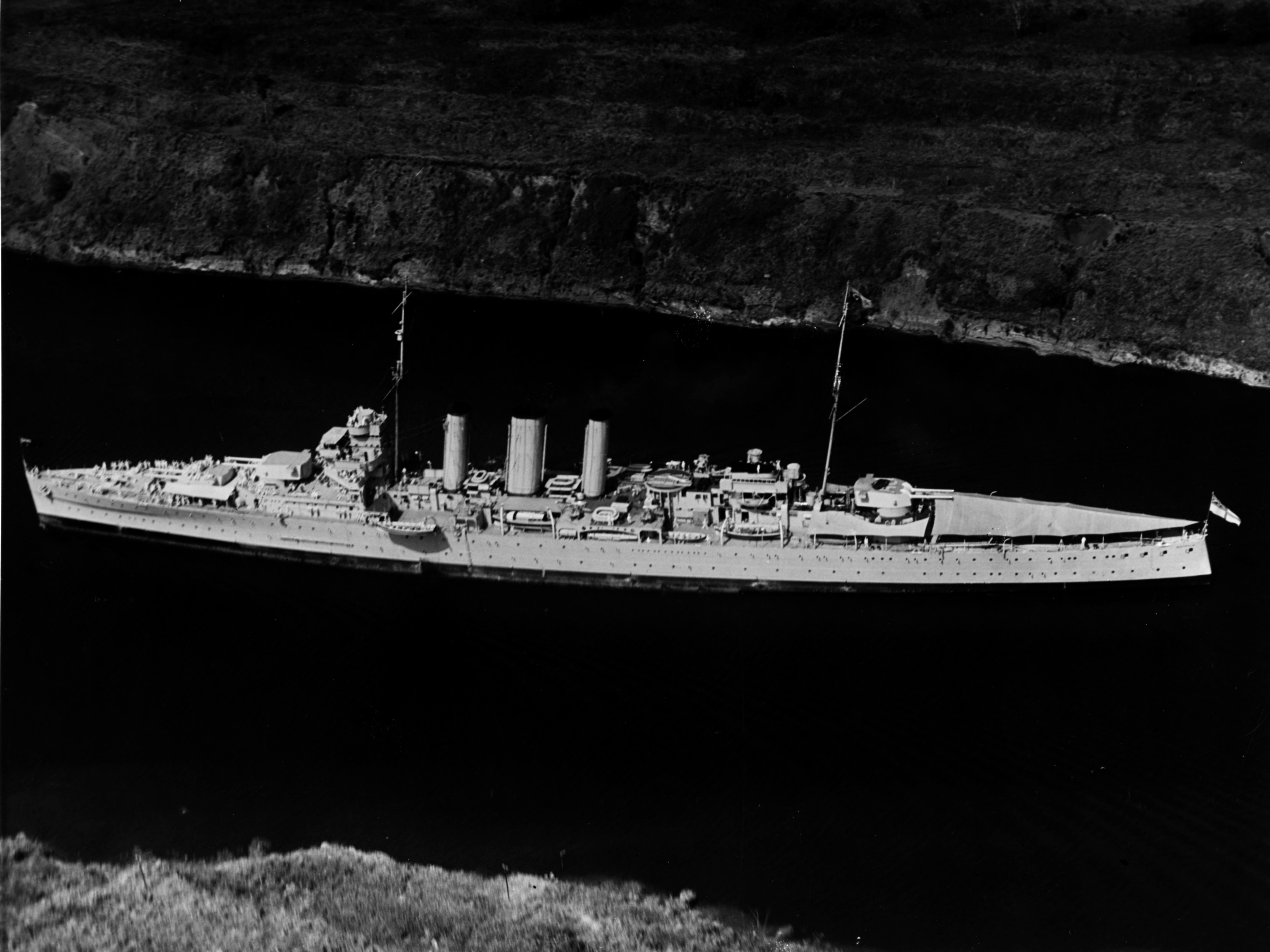
LAustralia traversant le canal de Panama en mars 1935.

Il est l'un des deux navires de la sous-classe Kent commandés pour le Royal Australian Navy en 1924. Sa quille est posée en 1925 en Écosse et il entre en service en 1928. Après plusieurs croisières en Méditerranée entre 1934 et 1936, il prend part la même année à la Crise d'Abyssinie pour protéger les intérêts britanniques. Il opère ensuite dans les eaux locales de l'Australie et dans le sud-ouest du Pacifique jusqu'à la Seconde Guerre mondiale.
Le croiseur reste près du continent Australien jusqu'à la mi-1940, date à laquelle il est déployé dans l'Atlantique Est, chassant les navires allemands et participant à l'opération Menace, au cours duquel il endommage gravement le contre-torpilleur vichyste L'Audacieux.
En 1941, l'Australia opère dans les eaux territoriales et dans l'océan Indien, mais fut réaffecté comme navire amiral de l'escadron ANZAC au début de 1942. Dans le cadre de cette force (désignée Task Force 44, puis Task Force 74), l'Australia apporte un soutien aux opérations navales et amphibies américaines en Asie du Sud-Est jusqu'au début de 1945, participant notamment aux batailles de la mer de Corail et de l'île de Savo, aux débarquements amphibies lors de la bataille de Guadalcanal et de la bataille du golfe de Leyte, et à de nombreuses actions durant la campagne de Nouvelle-Guinée. Il est contraint de se retirer à la suite d'une série d'attaques kamikazes pendant l'invasion du golfe de Lingayen. Premier vaisseau de guerre allié à être frappé par une attaque d'avion kamikaze, le navire sera envoyé en réparation en Angleterre. Il y restera basé jusqu'à la fin de la guerre.
À la fin des années 1940, l'Australia servit avec la Force d'occupation du Commonwealth britannique au Japon et participa à plusieurs visites portuaires dans d'autres pays avant de servir de navire d'entraînement en 1950. Le croiseur fut retiré du service en 1954 et démantelé en 1955.